# بيتو أوروك
روبرت فرانسيس «بيتو» أوروك (بالإنجليزية: Robert Francis "Beto" O'Rourke)‏ ولد في 26 سبتمبر 1972 في إل باسو (تكساس)، تكساس، الولايات المتحدة. هو سياسي أمريكي ورجل أعمال يعمل كممثل أمريكي في الدائرة السادسة عشرة في ولاية تكساس منذ عام 2013. وهو مرشح الحزب الديمقراطي في سباق الولايات المتحدة في مجلس الشيوخ في ولاية تكساس في الولايات المتحدة عام 2018 ، وهو ينافس المرشح الجمهوري الحالي تيد كروز.
في 14 مارس 2010، أعلن سعيه الترشح لانتخابات الرئاسة في 2020 ضمن مجموعة كبيرة من الذين يسعون لنيل ترشيح الحزب الديمقراطي لمنصب الرئاسة.